# Amegilla scymna
Amegilla scymna es una especie de abeja excavadora perteneciente al género Amegilla, categorizada en la tribu Anthophorini, de la subfamilia Apinae.
Fue descrita científicamente por el entomólogo italiano Giovanni Gribodo en 1893. Aparece registrada y publicada en una sección de Note Imenotterologiche Nota II. Nuovi Generi E nuove Specie di Imenotteri Antofili ed Osservazioni Sopra Alcune Specie Gia Conosciute (Continuazione: Vedi Bullettino, Anno XXV, p. 248-287). Bollettino Della Società Entomologica Italiana, Vol. 25 de 1893.

## Distribución
La especie se distribuye por Australia, en los estados de Australia Occidental y Queensland.